# 大谷禎男
大谷 禎男（おおたに よしお、1945年7月7日 - ）は、日本の元裁判官、弁護士。愛知県出身。東京大学卒業。大津地方裁判所所長兼大津家庭裁判所所長、東京高等裁判所部総括判事（第7民事部）を歴任。現在、弁護士。

## 経歴
- 1971年 司法修習生
- 1973年 大阪地裁判事補任官
- 1977年 広島地裁判事補
- 1980年 最高裁人事局付
- 1982年 東京地裁判事補
- 1983年 那覇地家裁石垣支部長兼平良支部長
- 1984年 東京地裁判事
- 1985年 法務省民事局付
- 1986年 法務省民事局参事官
- 1992年 東京高裁判事
- 1994年4月 名古屋地裁判事
- 1994年5月 名古屋地裁部総括判事
- 1998年4月 東京地裁部総括判事
- 1998年12月 金融再生委員会事務局次長
- 2001年 東京地裁部総括判事（民事8部）
- 2005年3月 大津地家裁所長
- 2006年12月 東京高裁部総括判事（第7民事部）
- 2010年7月 定年退官
- 2010年10月 弁護士登録(第一東京弁護士会)、桃尾・松尾・難波法律事務所勤務
- 2011年4月 駿河台大学法科大学院教授
- 2011年6月 証券金融商品あっせん相談センター（FINMAC）あっせん委員
- 2011年8月 文部科学省原子力損害賠償審査室原子力損害賠償紛争解決センター総括委員会委員長
- 2012年12月 文部科学省原子力損害賠償紛争審査会委員
- 2016年4月 春の叙勲で瑞宝重光章を受章。